# 李韶九
李韶九（1904年—1935年），又名李柏成，中国湖南嘉禾县北街人。中国工农红军早期富田事變的引發者。
李韶九父亲是“嘉禾城里的流氓头子之一”，“从小跟父亲染上了许多不良习惯，在中学读书时，因胡作非为被开除学籍……”，中學未畢業即從軍，進入国民革命军第6军第54团（一說是在第57團擔任連指導員），1927年参加北伐，隨隊往江西南昌，驻南昌市内匡庐中学。是年8月1日凌晨，中國共產黨發動南昌起義，李韶九被俘，李韶九跟随南昌起义部队南下到了广东东江。朱德部队在东江失利后，李韶九又回到了國民革命軍。起义部队溃散后，李韶九又與中共江西党组织取得联系，被派到江西安源的红二团工作，并于1928年成为中共党员。。黃克誠的好友何篤才曾指出：“李韶九这个人，品质很坏，就是因为会顺从，骗取了信任，因而受到重用，被赋予很大的权力。”陳剛(刘作抚，原名刘家镇，又名易尔士）則指出：李韶九在紅三軍一縱政委任內跋扈異常，大部分人不滿意他，李在軍隊出發前的訓話非常的勇敢，作戰則畏懼怕死。
1930年任紅一方面軍總政治部秘書長兼肅反委員會主席。同年，中国共产党在苏区发动以肃清AB团、改组派、第三党等为目地的肃反运动。12月3日，毛澤東指示李韶九：“捕捉李白芳等並嚴搜贛西南的反革命線索，給以全部撲滅”。12月5日，李韶九、古柏等人在富陽逮捕中共江西省行委常委段良弼、省行委代理秘书长李白芳、红二十军政治部主任謝漢昌、省行委常委兼军事部长金萬邦、省苏维埃政府秘书长马铭、省苏维埃政府财政部长周冕等人，将其尽行捆绑禁闭，當晚處於重刑，“手指折断，满身烧烂行动不得”，12月8日，李白芳、马铭、周冕的妻子来看被拘押中的丈夫，也被抓起来，並施以酷刑，“用地雷公打手，香火烧身，烧阴户，用小刀割乳……”，在嚴刑拷打後，獲其他AB團成員的口供。10日夜，李韶九下令槍斃17人，後來又處決7人。李韶九在审问紅二十軍政治部主任謝漢昌时，逼供出紅二十軍174團政委劉敵等人也是AB团。11日上午，劉敵被召回東固，随即被李韶九召去问话。劉敵與李是湖南同鄉並相識，且早知李的為人，自知危在旦夕。12月12日劉敵與營長張興和政委梁貽等率部隊包圍富田，扣留李韶九及數名士兵，並释放段良弼、金万邦等人，提出“打倒毛澤東，擁護朱、彭、黃”的口號，史稱“富田事變”，這之前省行委省苏两机关及政治保安队“共破坏AB团一百二十多名，要犯几十名。”
在“富田事變”爆發之後，劉敵寫信給中共中央指出：“李韶九是素來觀念不正確，無產階級意識很少的一個慣用卑鄙手腕製造糾紛的人。”1931年4月上旬，由任弼时、王稼祥、顾作霖组成的中共中央“三人团”来到江西苏区。三人推翻项英对富田事变的处理决定，把事变定性为“AB团领导的反革命暴动”。于是李韶九重获重用，4月下旬被任命为中共政治保卫局江西分局局长。不久，各地的反AB團運動被掀起了新高潮，富田事变领导人刘敌、谢汉昌、李白芳、丛允中等皆遭到处死的命運。李韶九在毛澤東授意下，對紅二十軍進行報復，审讯的手法更变本加厉，“捆着双手吊起，人身悬空，用牛尾竹扫子去打，如仍坚持不供的，则用香火或洋油烧身，甚至有用洋钉将手钉在桌上，用篾片插入指甲内。”劉鐵超、劉敵、曾炳春、李伯芳等先後被殺，前前後後共有7萬多人先後被殺。1931年12月，周恩来就任苏区中央局书记，在赣南对肃AB团的“扩大化”进行了严厉批评，对李韶九进行了处罚，“留党察看六个月的处分，派到下层去做群众工作”。1931年7、8月间，一说李韶九因赣南特委书记陈毅抓AB团不力，多次进行威吓，以致陈毅新婚的妻子萧菊英跳井自杀身亡。古田会议之后，陈毅被毛泽东冷落一段时间，肃反大员李韶九已经公开宣称看上了陈毅的座马，陈毅此时亦自忖不保。1932年6月任红军总司令部秘书长。1935年，李韶九死亡，死因不明，一說是被陳毅槍斃。

## 外部連結
- “肃反大员”李韶九传略，采薇人